# 1570
| 1570               |
| ------------------ |
| Dødsfald - Fødsler |
| • Begivenheder     |

| Gregoriansk kalender | 1570 MDLXX              |
| Ab urbe condita      | 2323                    |
| Armensk kalender     | 1019 ԹՎ ՌԺԹ             |
| Kinesiske kalender   | 4266 – 4267 己巳 – 庚午 |
| Etiopisk kalender    | 1562 – 1563             |
| Jødisk kalender      | 5330 – 5331             |
| Hindukalendere       |                         |
| - Vikram Samvat      | 1625 – 1626             |
| - Shaka Samvat       | 1492 – 1493             |
| - Kali Yuga          | 4671 – 4672             |
| Iransk kalender      | 948 – 949               |
| Islamisk kalender    | 978 – 979               |

Konge i Danmark: Frederik 2. 1559-1588; Danmark i krig: Den Nordiske Syvårskrig 1563-1570
Se også 1570 (tal)

## Begivenheder

### Juli
- 15. juli - blev der på den tyske kejsers initiativ holdt fredsmøde i Stettin. Mødet resulterede i Freden i Stettin den 13. december samme år, der afsluttede Den Nordiske Syvårskrig

### August
- 8. august - den tredje borgerkrig i Frankrig afsluttes med freden i Saint-Germain-en-Laye. Den giver huguenotterne amnesti og overlader dem La Rochelle og Cognac som fristæder

### December
- 13. december - med freden i Stettin afslutter Den Nordiske Syvårskrig